# Факультет драматического искусства
Факультет драматического искусства (серб. Факултет драмских уметности) — один из крупных белградских институтов.

## История
Основан приказом правительства СФРЮ в декабре 1948 года как Академия театрального искусства (Академија за позоришну уметност), при которой в 1950 году открылась Высшая киношкола (Висока филмска школа).
Обучение студентов началось 12 февраля 1949 года. Первыми преподавателями актёрского мастерства стали Мата Милошевич и Йозо Лауренчич, ассистировали им Мирослав Белович, Стево Жигон и София Йованович. Режиссуру преподавали Боян Ступица и доктор Хуго Клайн, первым ректором был Душан Матич.
В начале 1960-х годов деятельность Факультета была расширена. В 1962 году название поменялось на Академию театра, кино, радио и телевидения (Академија за позориште, филм, радио и телевизију), а в 1973 году — на нынешнее: Факультет драматического искусства (театра, кино, радио и телевидения).
В 1974 году Факультет получил новое здание в Новом Белграде, чем было обеспечены оптимальные условия для обучения. В 1998 году, по случаю пятидесятилетия, Факультет был награждён высшей югославской наградой в области культуры, Вуковой наградой.

## Направления
Сейчас обучение ведётся по девяти направлениям:
- Актёрское мастерство
- Театральная и радиорежиссура
- Драматургия
- Менеджмент в сфере культуры
- Кино- и телережиссура
- Производство фильмов и телепередач
- Операторское искусство
- Кино- и телемонтаж
- Звукорежиссура

## Галерея

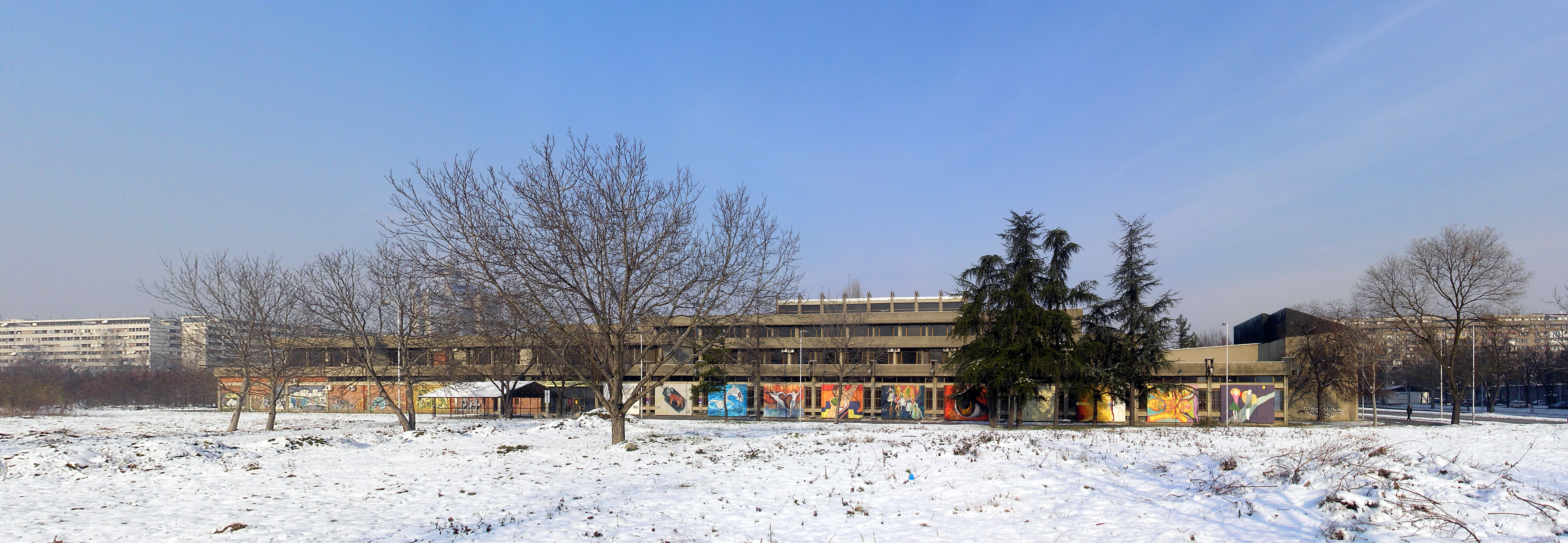
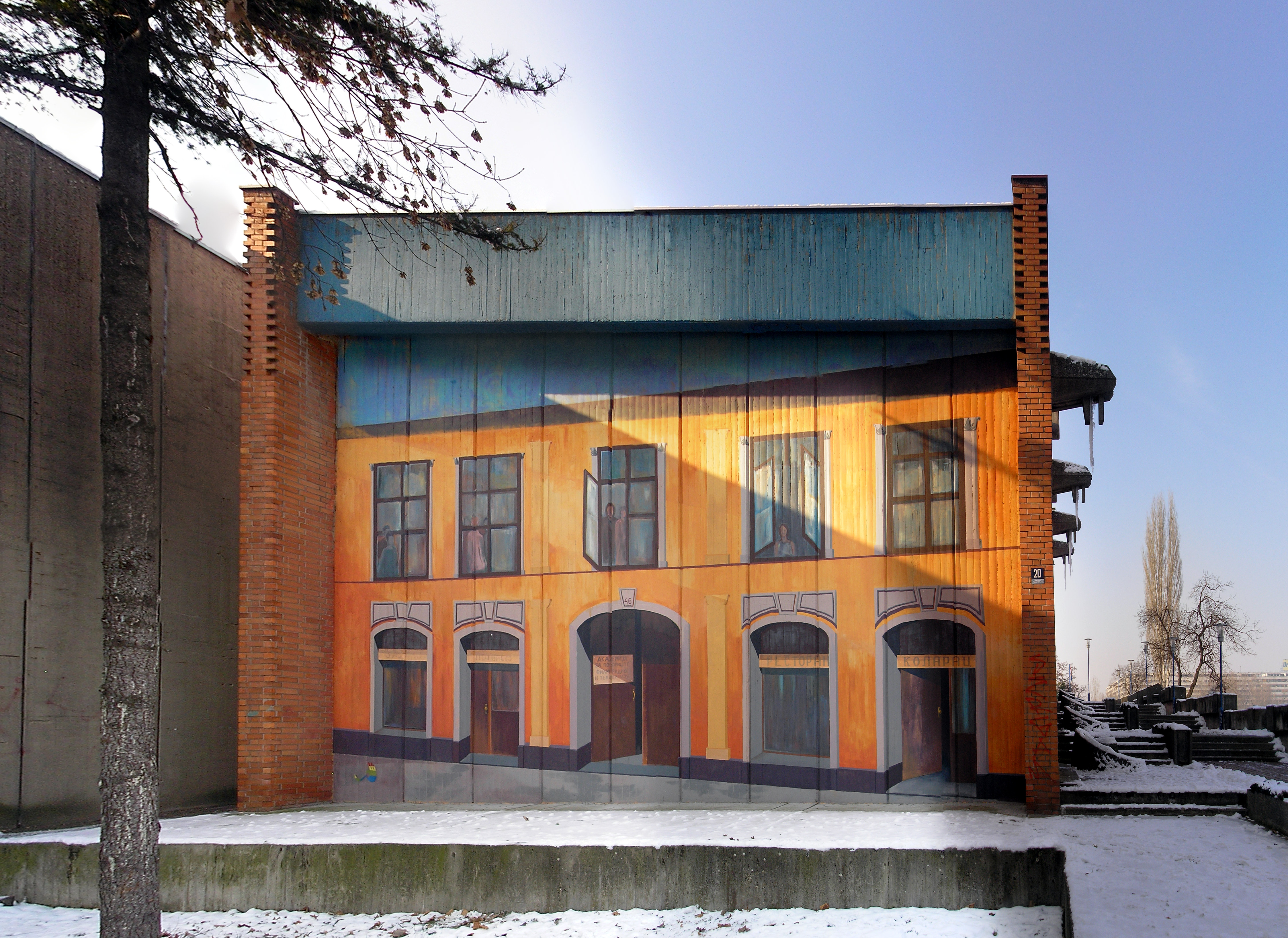
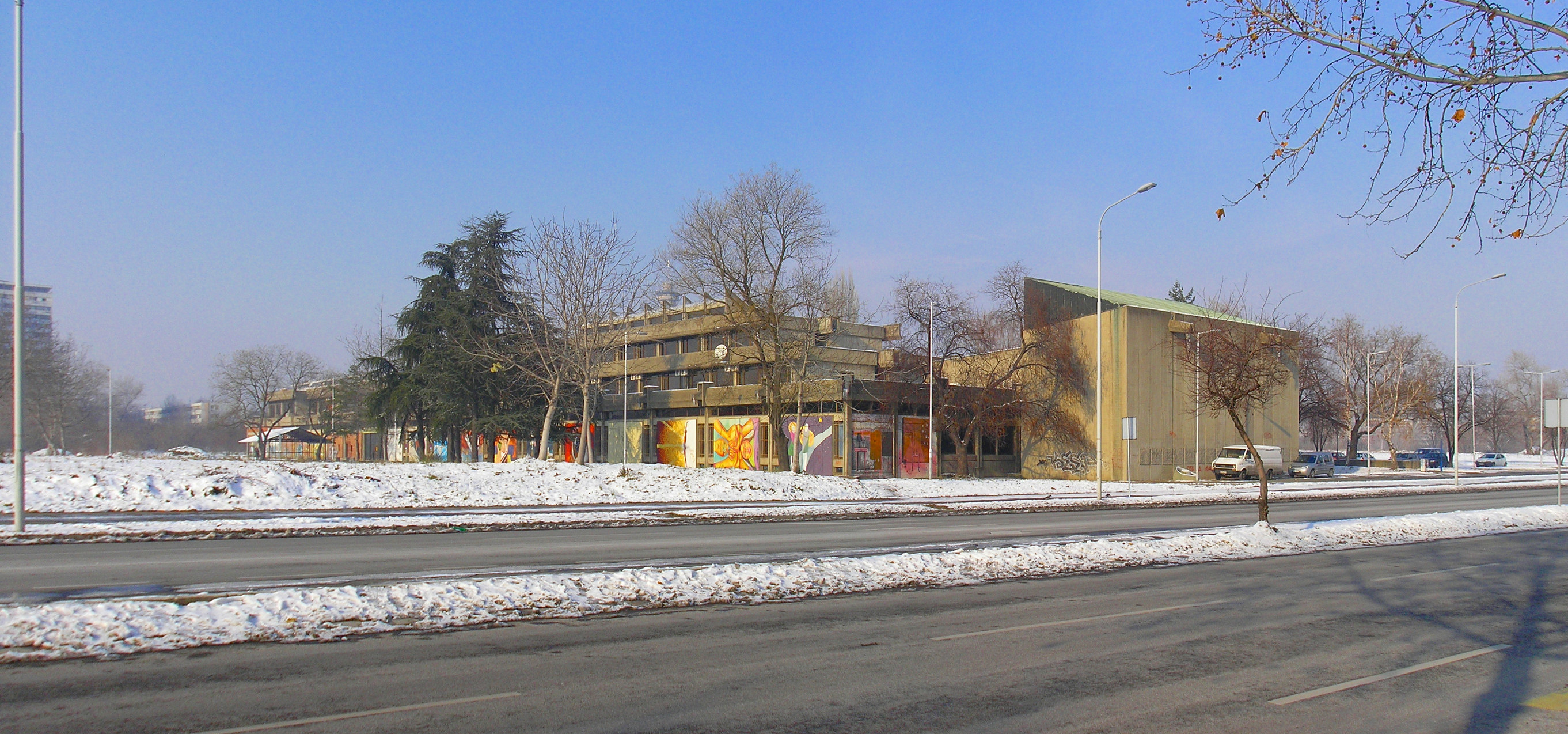